# SGMW

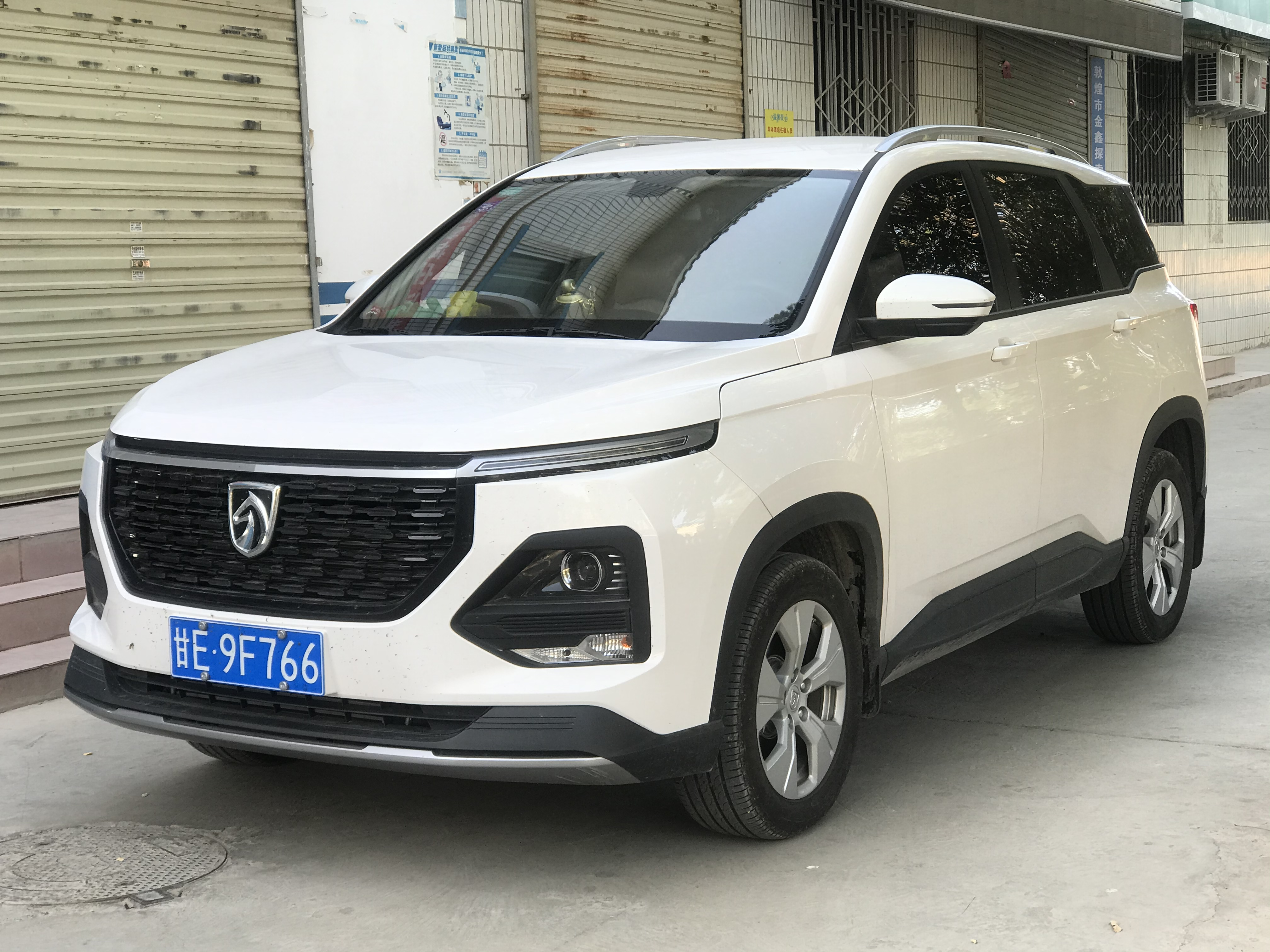
Baojun 530

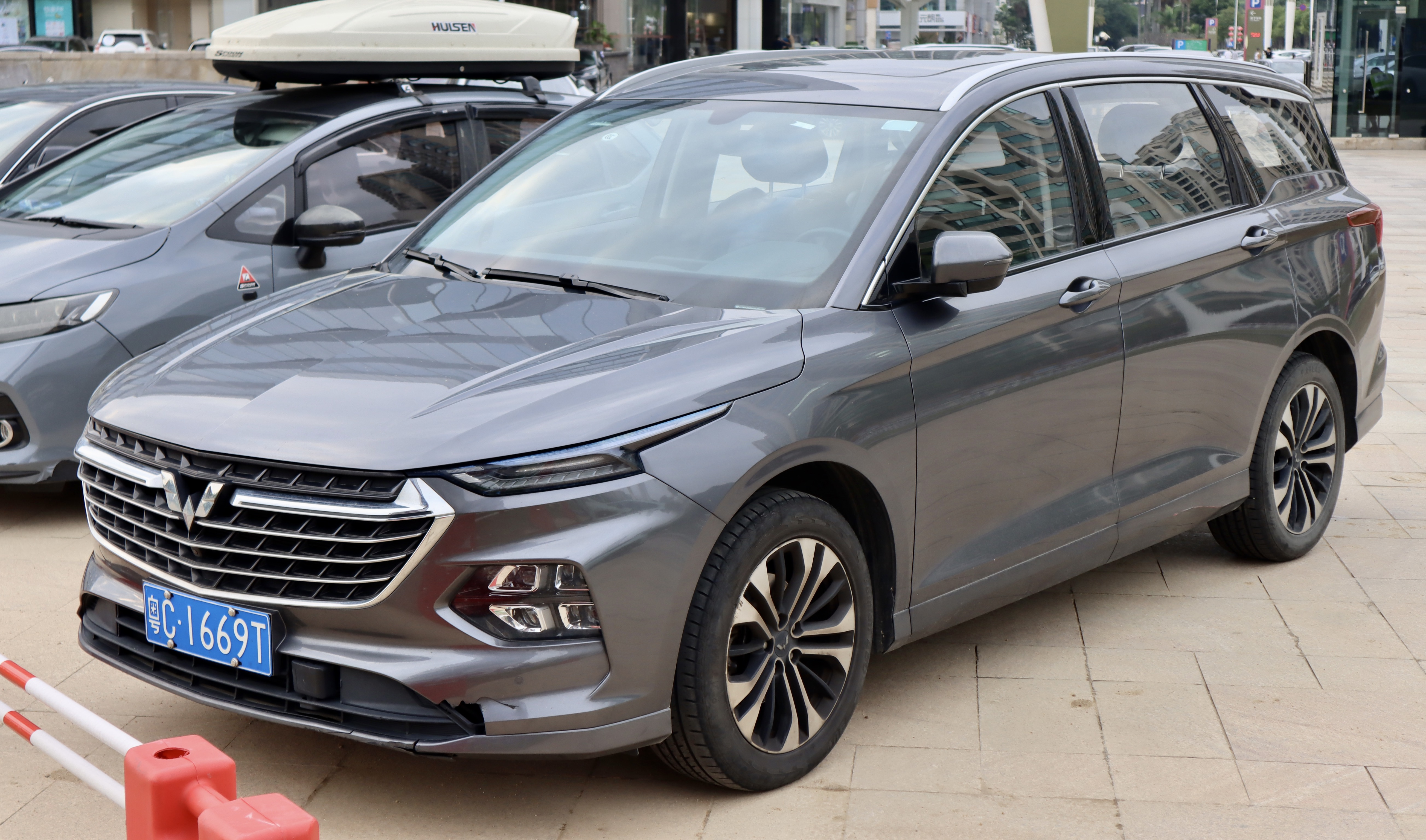
Wuling Kaijie

SGMW  (chiń. upr. 上汽通用五菱) – chiński producent samochodów osobowych, z siedzibą w Liuzhou, działający od 2002 roku. Należy do chińsko-amerykańskiego joint venture pomiędzy SAIC Motor, General Motors i Guangxi Auto.

## Marki SGMW

### Obecne
- Wuling – chińska marka samochodów osobowych i dostawczych, stosowana od 1982 roku,
- Baojun – chiński marka samochodów osobowych, stosowana od 2010 roku.

### Inne
- SGMW Motor Indonesia
- SGMW Motor Hong Kong
- SGMW Motor Macau
- Etsong Vehicle Manufacturing

## Historia
W 2002 roku amerykański gigant General Motors podjął decyzję o założeniu trzeciej spółki typu joint venture SAIC-GM-Wuling Automobile, obok Shanghai GM oraz zlikwidowanej Jinbei GM, mającej produkować samochody na rynek chiński. Do partnerstwa ponownie zaproszono koncern SAIC Motor, którego udział akcji wyniósł większościowe 50,1% przy 34% udziałów GM, z kolei trzecią stroną w sojuszu został producent samochodów dostawczych Guangxi Auto, z 15,9% udziałem w spółce.
Początkowo koncern za cel obrał rozwój oferty i zysków ze sprzedaży cieszących się popularnością w Chinach furgonów i vanów marki Wuling, z kolei w 2010 roku utworzono drugą markę skoncentrowaną na tanich samochodach osobowych i SUV-ów – Baojun. Po tym, jak dotychczasowa działalność SAIC-GM-Wulinga ograniczała się do Chin oraz podległego mu Hongkongu oraz Makau, w 2015 roku otwarto pierwszy zagraniczny oddział w postaci spółki SGMW Motor Indonesia. Zbudowała ona własną fabrykę w indonezyjskim Bekasi i utworzyła lokalnie zorientowaną ofertę marki Wuling.
Spółka SGMW zachowała ścisłą współpracę z markami podległymi General Motors i SAIC Motor, stosując politykę badge engineering wobec modeli, eksportując je na rynki globalne państw rozwijających się, głównie pod markami Chevrolet oraz MG.
We wrześniu 2024 SGMW przedstawiło pierwszy w swojej historii pojazd nie noszący żadnej z podległej marek, nazwany po prostu SGMW ASEAN Concept.

## Modele samochodów

### Studyjne
- SGMW ASEAN Concept (2024)